# Зедделер, Николай Николаевич
Николай Николаевич Зедделер, известен также как Зедлер и Герберт (1876, Санкт-Петербург — 25 декабря 1937, Москва, СССР), — российский художник-живописец и график, деятель революционного движения, советский разведчик. Обвинён в шпионаже, расстрелян.

## Биография
Происходил из аристократической петербуржской семьи с австрийскими корнями: внук барона Людвига Франца Ксавье фон Зедделера. На третьем курсе учёбы в Александровском кадетском корпусе был исключен за хранение книг Александра Герцена. Поступил в Полтавский кадетский корпус. Выпускные экзамены держал в Морском кадетском корпусе. Затем на протяжении одного года служил мичманом дальнего плавания.
По рекомендации известного российского живописца Василия Поленова, с которым состоял в родственных связях, Николай Зедделер уехал в 1897 году получать художественное образование в Баварию. Сначала брал уроки рисования в частной студии Антона Ажбе в Мюнхене, затем поступил в Мюнхенскую королевскую академию художеств. Тесно общался с российскими художниками-эмигрантами Алексеем Явленским и Марианной Верёвкиной, был дружен с живописцами Игорем Грабарём и Мстиславом Добужинским.

## Творчество
Занимался гравюрой по дереву. Создавал работы в стиле японских мастеров. В 1906—1910 годах гравюры Зедделера были показаны на выставках Союза русских художников в Москве, Санкт-Петербурге (4-я, 5-я, 6-я и 7-я выставки) и в Киеве (7-я выставка). В 1909—1910 годах его работы экспонировались в «Салоне» Владимира Издебского в Одессе, Киеве, Санкт-Петербурге и Риге. Произведения вызвали положительную реакцию художественной критики, в том числе и Александра Бенуа.

## Политическая деятельность
В 1900-х годах, находясь за границей, Николай Зедделер пришёл к сотрудничеству с русскими эмигрантами, принадлежавшими к социал-демократам, в частности, с Александром Парвусом. В 1902 году он принят в Социал-демократическую партию Германии.
После переезда в 1906 году в Париж Зедделер занялся живописью, в том числе давая частные уроки по ней. Далее, 1912—1923 годы он провёл в Италии (Флоренция, Рим). Не оставляя попыток подзаработать как художник, Зедделер устроился декоратором на римскую кинофабрику «Cines». Уже в годы Первой мировой войны он трудился слесарем на авиазаводе «Киокина». В 1917 году в Риме была создана «Группа сочувствующих большевикам», что стало результатом сотрудничества Зедделера и ряда русских эмигрантов. В 1918 Николай Зедделер был принят в Итальянскую социалистическую партию, затем вступив в Коммунистическую партию Италии.

## Разведывательная деятельность
В 1921 году Николай Зедделер устроился референтом в Разведывательное управление Красной Армии в Риме, в результате став ближайшим помощником ответственных за местную резидентуру — Якова Фишмана, а впоследствии и Яниса Мастерса (Я. Я. Страуяна). Рабочим псевдонимом Зедделера было избрано имя Герберт.
Опасения ареста вынудили Николая Зедделера в конце 1922 года совершить бегство в СССР, где он поселился в Москве. В 1923 году по рекомендации Антонио Грамши Зедделер был принят в ВКП (б). Работа в Разведупре была продолжена, затем Зедделер устроился на авиазавод, лётчиком-испытателем. С 1926 года он перешёл на нелегальную работу в Отдел международных связей Исполкома Коминтерна за границей: в 1927—1928 годах — в Париже, в 1929 году — в Бельгии, Берлине и Вене, в 1930 году — в Румынии. По очередному заданию Разведупра в 1931—1935 годах Зедделер работал в Китае.

## Расстрел
5 октября 1937 года, по возвращении в СССР, был арестован и по решению Военной коллегии Верховного суда СССР 25 декабря 1937 приговорён к высшей мере наказания за «шпионаж и участие в антисоветской троцкистской террористической шпионской организации». Расстрелян в тот же день на Донском кладбище. Место захоронения — Новое Донское кладбище. Реабилитирован 11 июня 1964 года ВКВС СССР. Жена Николая Зедделера, Мария Андреевна Монтвилл (Радзивилл-Зедделер), заведующая учебной частью Театрального училища, была расстреляна там же, 15 февраля 1938 года.